# 南不列顛歷史區
南不列顛（英語：South Britain）是位於美國康乃狄克州新哈芬縣的一個歷史區。該地的面積和人口皆未知。

## 地理
南不列顛的座標為41°28′09″N 73°15′03″W / 41.46917°N 73.25083°W，而該地的平均海拔高度為49米（即161英尺）。